# Мосбрух
Мосбрух (њем. Mosbruch) општина је у њемачкој савезној држави Рајна-Палатинат. Једно је од 109 општинских средишта округа Вулканајфел. Према процјени из 2010. у општини је живјело 159 становника. Посједује регионалну шифру (AGS) 7233226.

## Географски и демографски подаци
Мосбрух се налази у савезној држави Рајна-Палатинат у округу Вулканајфел. Општина се налази на надморској висини од 489 метара. Површина општине износи 3,4 km². У самом мјесту је, према процјени из 2010. године, живјело 159 становника. Просјечна густина становништва износи 47 становника/km².